# نيكولا بلاجيتشكو
نيكولا بلاجيتشكو (بالكرواتية: Nikola Blažičko) مواليد 13 سبتمبر 1977 في رييكا، جمهورية يوغوسلافيا الاشتراكية الاتحادية، هو لاعب كرة يد كرواتي يلعب كحارس مرمى. مثل منتخب كرواتيا لكرة اليد. حقق المركز الثاني في بطولة العالم لكرة اليد للرجال 2005.

## سجل المنافسة
شارك في البطولات التالية:
- بطولة العالم لكرة اليد للرجال 2005

## الإنجازات
- الدوري الكرواتي لكرة اليد
  - الثالث : 1994، 1996، 1997-98، 1998-99
- الدوري الكرواتي لكرة اليد
  - الفوز : 2004-05، 2005-06
- كأس أبطال الكؤوس الأوروبية لكرة اليد
  - الوصافة (1): 2005
- بطولة العالم لكرة اليد للرجال 2005 - الثاني
- ألعاب البحر الأبيض المتوسط 2005 - الثاني
- بطولة أوروبا لكرة اليد للرجال 2006 - الـ 4
- أفضل حارس في الدوري الكرواتي لكرة اليد - 1996

## روابط خارجية
- نيكولا بلاجيتشكو على موقع الاتحاد الأوروبي لكرة اليد (الإنجليزية)